# Medicago littoralis
Medicago littoralis — вид квіткових рослин родини бобові (Fabaceae). Латинська епітет littoralis означає «розташований на узбережжі, недалеко від моря».

## Опис
Однорічна трав'яниста рослина, яка досягає висоти 10–40 сантиметрів. Стебла злегка волохаті, сланкі. Листя перисті, складаються з 3 частин. Листочки невеликі, довгасті, злегка запушені. Китицеподібні суцвіття містять від двох до п'яти квіток. Пелюстки разом складають типову форму метелика; пелюстки 5–7 мм, жовті. Стручки малі, стислі, голі 3–5.5 × 3.5–5(6) мм, циліндричні. Кожен плід містить 3 насіння. Насіння ≈ 2.5 мм, ниркоподібне, оранжеве.

## Поширення, екологія
Країни поширення: Північна Африка: Алжир; Єгипет; Лівія; Марокко; Туніс. Азія: Кіпр; Ізраїль; Ліван; Сирія; Туреччина; Туркменістан. Кавказ: Азербайджан; Грузія; Росія — Краснодар. Європа: Албанія; Болгарія; Колишня Югославія; Греція [вкл. Крит]; Італія [вкл. Сардинія, Сицилія]; Франція [вкл. Корсика]; Португалія [вкл. Мадейра]; Гібралтар; Іспанія [вкл. Балеарські острови, Канарські острови]. Натуралізація: Австралія; також культивується. Населяє дюни, луки, узбережжя; кременисті субстрати й піщані ґрунти; 0–1100 м. Використовується як кормова культура. Має симбіотичні відносини з бактеріями Sinorhizobium meliloti, які здатні до фіксації азоту.